# Pierluigi Casiraghi
Pour les articles homonymes, voir Casiraghi.
 (novembre 2013).
Si vous disposez d'ouvrages ou d'articles de référence ou si vous connaissez des sites web de qualité traitant du thème abordé ici, merci de compléter l'article en donnant les références utiles à sa vérifiabilité et en les liant à la section « Notes et références ».
Pierluigi Casiraghi est un footballeur italien, né le 4 mars 1969 à Monza. Il évoluait au poste d'attaquant. Il est par la suite devenu entraîneur.

## Biographie

### Carrière en club
Formé à Monza il fait ses débuts en professionnel en Serie B au cours de la saison 1985-1986. Lors de cette saison il dispute 12 matchs et marque un but mais il ne peut empêcher la relégation du club. C'est donc en Serie C1 que le jeune Casiraghi fait ses armes. En deux saisons il dispute 55 matchs de championnat et marque 18 buts. Ces bonnes performances permettent au club de remonter en Serie B à l'issue de la saison 1987-1988.
Après une ultime bonne saison 1988-1989 en Serie B avec Monza il obtient un transfert à la prestigieuse Juventus. Il bénéficie aussi d'une offre du Milan AC qui choisit Marco Simone devant l'absence de réponse de Casiraghi.
La découverte de la Serie A et du quotidien d'un grand club italien est difficile. La première saison de Casiraghi dit Pigi est donc compliquée avec quatre petits buts inscrits en championnat. Lors de l'été 1990 Dino Zoff laisse sa place d'entraineur à Luigi Maifredi et Casiraghi fait une meilleure saison 1990-1991 en doublant son total de but. La saison 1991-1992 voit le retour sur le banc turinois de Giovanni Trapattoni. S'il joue encore beaucoup pendant la première saison du célèbre technicien italien, l'arrivée de Gianluca Vialli en 1992 le relègue sur le banc le plus souvent en 1992-1993.
Il rejoint alors son ancien entraineur Dino Zoff à la Lazio pour faire la paire avec Giuseppe Signori en attaque. Il va évoluer sous ce maillot pendant cinq ans. Ses deux meilleures saisons sont assurément en 1994-1995 et 1995-1996 sous la direction de Zdeněk Zeman avec respectivement 12 et 14 buts inscrits en championnat. L'entraineur tchèque est un adepte du 4-3-3 et d'un football ultra-offensif. Casiraghi joue donc aux côtés de Signori et Bokšić en attaque tandis que des garçons comme Rambaudi, Winter et Di Matteo les pourvoient en ballons.
En 1997 le technicien suédois Sven-Göran Eriksson arrive à Rome et Casiraghi n'est clairement pas un premier choix pour lui. Il quitte donc le club un an plus tard. C'est en Angleterre à Chelsea qu'il trouve refuge. Le club est entrainé par son ancien coéquipier Gianluca Vialli et possède dans son effectif de nombreux Italiens dont Roberto Di Matteo. Malheureusement une grave blessure au genou en novembre 1998 face à West Ham le contraint à arrêter sa carrière malgré plusieurs opérations.
Au cours de sa carrière, il est surnommé « Gigi » ou « le bison romain ».

### Carrière en équipe d'Italie
Pierluigi Casiraghi fait ses débuts en équipe d'Italie le 13 février 1991 contre la Belgique en match amical et inscrit son premier but l'année suivante contre Saint-Marin. Très apprécié par le sélectionneur Arrigo Sacchi il participe à la Coupe du monde 1994 dont il est finaliste et à l'Euro 96. Après sept ans en équipes d'Italie où il est appelé de manière très régulière, il n'est pas retenu pour la Coupe du monde 1998. Le changement de sélectionneur en 1996 et sa piètre entente à Rome avec son entraineur Erikson y sont sans doute pour quelque chose. Il avait pourtant marqué un but décisif lors des barrages face à la Russie en novembre 1997. Il connait sa 44e et dernière sélection le 22 avril 1998 contre le Paraguay en amical.

### Carrière d'entraîneur
Après une expérience d'adjoint dans son club formateur de Monza il a brièvement entrainé l'AC Legnano. Depuis 2006 il est le sélectionneur de l'équipe d'Italie espoirs avant d'en être limogé en octobre 2010 pour avoir manqué la qualification au championnat d'Europe de la catégorie.

## Palmarès
- 44 sélections et 13 buts avec l'équipe d'Italie entre 1991 et 1998[3]
- Vainqueur de la Coupe UEFA en 1990 et 1993 avec la Juventus
- Vainqueur de la Supercoupe de l'UEFA en 1998 avec Chelsea
- Vainqueur de la Coupe d'Italie en 1990 avec la Juventus, en 1998 avec la Lazio
- Vainqueur de la Coupe d'Angleterre en 2000 avec Chelsea